# ペドロ・デ・ラ・アスンシオン
ペドロ・デ・ラ・アスンシオン（Pedro de la Asuncion、生年不詳 - 1617年5月22日）は、江戸時代初期に来日したスペインのフランシスコ会宣教師である。

## 経歴・人物
1607年（慶長12年）に来日し、日本各地での布教活動にあたる。その後は長崎におけるフランシスコ会の修道院長を務めるが、1614年（慶長19年）に江戸幕府からキリスト教禁止令が発令されたことにより辞職を余儀なくされた。
しかしアスンシオンは発令後も日本に滞在し、大村にて同じく滞日していたポルトガル人イエズス会宣教師のジョアン・バウチスタ・マシャドと共に布教活動にあたる。後に同地（諫早とも）にて捕縛され、1617年5月22日（元和3年4月18日）に帯取で五島で捕縛されたマシャドと共に斬首刑に処された。